# Gorzkowice (stacja kolejowa)
Gorzkowice – stacja kolejowa w Gorzkowicach w powiecie piotrkowskim, na linii kolejowej Warszawa Zachodnia – Katowice.

## Ruch pasażerski[1]
| Rok  | Wymiana pasażerska na dobę | Miejsce w Polsce |
| ---- | -------------------------- | ---------------- |
| 2017 | 200-299                    | bd.              |
| 2018 | 300-499                    | bd.              |
| 2019 | 300-499                    | 516.             |
| 2020 | 300-499                    | 460.             |
| 2021 | 300-499                    | 470.             |
| 2022 | 500-699                    | 484.             |
| 2023 | 500-699                    | 461.             |
| 2024 | 700-999                    | 493.             |

## Modernizacja
Na przełomie stycznia i lutego 2019 PKP podpisały z konsorcjum firm Helifactor i MERX umowę na budowę tzw. innowacyjnego dworca systemowego w formie półotwartej poczekalni ogrzewanej promiennikami osłony. Budynek został otwarty 27 maja 2022.